# Oberer Rotgüldensee
Der Obere Rotgüldensee ist ein Gebirgssee in der Ankogelgruppe im Osten der Hohen Tauern.
Der kreisrunde obere See liegt auf einer Höhe von 1996 m ü. A. und wird von den Karen am Nordhang des Großen Hafner (3076 m) gespeist (Wildes-Wagendrischl- und Haderling-Kar). Zwischen den beiden Karen führt von der Wastelkarscharte (2720 m) ein Nord-Süd-Weitwanderweg herab, der das Drau- und Maltatal mit dem oberen Murtal verbindet. Der See ist als Naturdenkmal (Listeneintrag) ausgewiesen. Unter dem Durchbruch zwischen quer liegenden Felsschwellen liegt der langgestreckte Untere Rotgüldensee auf einer Höhe von 1733 m.